# 壘球
壘球（英語：Softball），由棒球發展而來，規則也非常相似。壘球於1996年奧林匹克運動會成為正式項目，只設女子組；不過在2008年奧林匹克運動會之後被剔除。國際壘球總會將和國際棒球總會合作把棒壘球合為單一項目，申請重返2020年奧運。自2014年亞運起，棒壘球合為單一項目。國際奧會（IOC）於2011年7月5日決定將棒壘球列為2020年奧運候選項目。壘球目前為奧運非核心（永久）正式項目，不定期（屆）舉行。

## 與棒球的主要差異
- 壘球用的球比較大。
- 球棒比較小，且重量較輕。
- 場地較小。
- 投手投球時必須由下而上拋球。
- 跑壘員在投手投出球之前不可離開壘包。
- 投手和壘包之距離較短。

## 起源
壘球起源於1887年，美國芝加哥的G.漢考克和1895年美國明尼蘇達州的消防隊員L.羅伯，想要在嚴冬或風雨時於室內打棒球，分別對1839年出現的現代棒球場地、器材和競賽規則作了修改，取名為室內棒球（indoor baseball）；不久，又將室內棒球搬到戶外打，取名為女孩球（kitten ball）、軟球（mush ball）、遊戲場球（playground ball），當時並沒有統一的場地畫法和競賽規則。
1933年，美國業餘壘球協會成立，設國際聯合規則委員會，統一了規則。根據球的軟硬程度，正式命名為softball，意為軟球，中文則依跑壘的規則，命名為壘球。第二次世界大戰結束後，壘球在美國發展很快。現在美國壘球協會每年舉辦16項成年和8項青少年全國性比賽，並稱壘球為“人人參加的運動”。壘球在1921年以後傳入日本，1949年日本壘球協會成立後，壘球成為日本普及的運動項目之一。
壘球運動的誕生完全是出於全天候运动的需要，由於惡劣的天氣和擁擠的城市影響，棒球運動轉移到室內，就形成了壘球運動。壘球誕生於19世紀80年代的美國芝加哥，這項運動很快發展起來，並逐漸又轉移到室外，現在全世界有2000萬人進行這項體育運動。1965年，首屆女子壘球世界錦標賽得以舉行，澳大利亞隊奪得冠軍。1996年，該項目成為奧運會正式比賽項目，並只有女子項目，美國隊獲得冠軍。1996年夏季奧林匹克運動會上，曾有投手投出了時速高達118公里的球(換算成棒球選手的體感球速，大約接近時速170公里)。壘球的投手與打擊手之間只有12.2米的距離，棒球為18.4米。

## 器材
垒球运动的器材包括：垒球、球棒、手套、队服和护具。其中护具包括打击头盔、打击手套、捕手头盔以及护胫和护胸等。

### 垒球

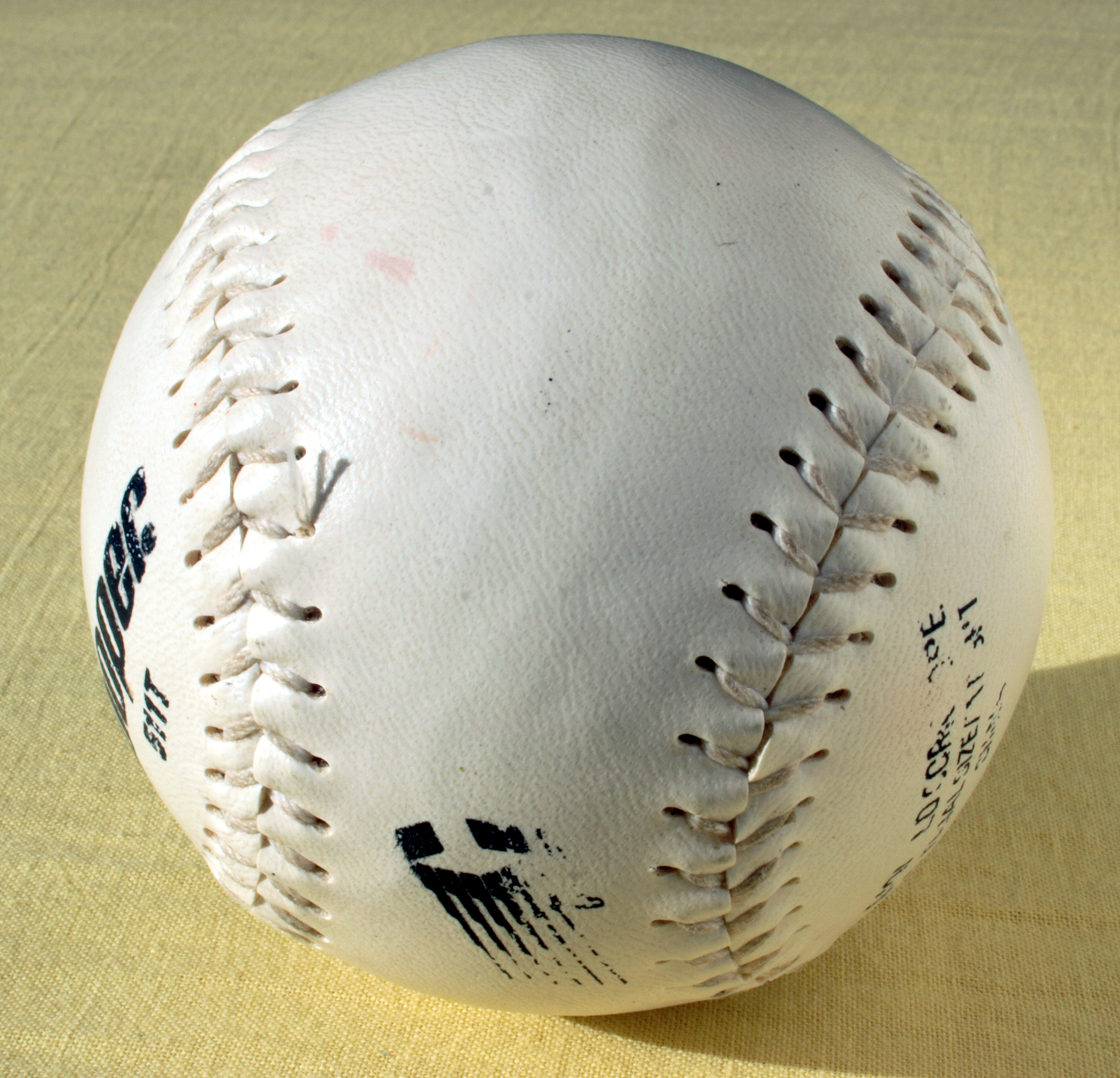
壘球

根据比赛类型的不同，垒球的大小也不同。在快垒的国际比赛中，垒球的圆周为30.2厘米~30.8厘米，重量为178克~198.4克，球体表面的缝合应用双针缝法并至少要有88针；在慢速壘球的国际比赛中，垒球的圆周为29.4厘米~30厘米；重量为166.5 g克~173.6克，球体表面的缝合应以只针缝法并至少要有80针。有些球有凸出的线纹，而有些则没有。球体中心是使用品质优良的木棉纤维、混合软木和橡胶，混合聚亚胺脂，或经国际垒总认可之其他材料制成。

### 球棒
- 壘球比賽中，打擊手用來擊球的棒子，尤指一種以長纖維複合材料製成打擊棒球用的球棒。
- 壘球球棒與棒球球棒差別在於擊球面的長度與寬度。
- 壘球球棒的擊球面較長較寬，相對的棒球球棒的擊球面則較短較窄。

## 基本規則
壘球是以兩支隊伍交替攻擊和防守的比賽項目，比賽雙方的目的是力爭在7局比賽（即七輪擊球）中獲得最高分。如果一方有3名打擊手被淘汰出局的話，那麼，該隊的半局就宣告結束。如果七局比賽之後兩隊打平的話，兩隊將進入附加賽，直到有一方獲勝為止。進入附加賽時，由攻方前一個半局最後一個出局者率先站上二壘壘包，以加速比賽的進行。

### 球場
通常，壘球得內野為泥地，外野是草地。壘球場內野被本壘和其他三壘圍成一個正方形；壘與壘間隔18.3米（60英尺）一條假想的線將四個壘連成一個正方形。
投手站在球場中央一塊橡膠制的投球墊上。實力強勁的投手一般都能將球以110公里/小時的速度擲出。但是，為了擾亂打擊手的擊球節奏，投球手也會擲出一些稍慢一點的球，比如說為使打擊手打空而投的緩慢球。外野的大小不那麼嚴格，但是，女子速投壘球的本壘離全壘打牆之間至少應該有61米（200英尺）。

### 上壘與得分
在一局比賽中，如果打擊手擊中球後沿逆時針方向順利到達一壘，視為一壘安打；如順利到達二壘，視為二壘安打；如順利到達三壘，視為三壘安打。然後跑完所有的三壘，最後跑回本壘，此時，這支球隊得一分。
擊球後，打擊手和跑壘員可以跑到下一個沒被其他跑壘員佔領的壘。但是，如果打擊手或跑壘員在守備球員接到球之後才上壘，那麼，該打擊手(跑壘員)就被淘汰出局。舉例來說，一壘有人的情況下，如果打擊手打出一個地面球，那麼，一壘的跑壘員就要儘快跑到第二壘，避免出局，同時打者也要盡快跑上一壘，避免被對方防守球員抓到雙殺。類似的，如果一名隊員被迫跑到其隊友原先所占的壘時，其他的跑壘員也要相應的跑到下一壘。在這兩種情況下，跑壘員都必須跑壘，而守備球員在接到球後，只需比跑壘員先將球傳到下一壘，並讓自己隊友接到球踩壘，就可以將對方跑壘員淘汰出局。不需追趕對方跑壘員。
如果打擊手將球擊出安打上壘或者被對方投出來的球打到身上(觸身)，打擊手能安全上壘。如果是一個全壘打，經常是將球擊在界內，且飛出場外圍欄，那麼，打擊手和所有跑壘球員都要繞各壘跑一周，並視為得分，一個球員(擊球員、跑壘員)為一分。一般情況下，擊球隊員擊出安打上壘後，然後依後續其他打擊手擊中投球後，靠著安打、保送、推進等方式，逐壘佔領，在一局三個出局數全部被抓到前，跑壘員回到本壘這樣才能得分。

### 將對方打擊手淘汰出局
投球手的目的就是要將打擊手（即跑壘員）淘汰出局。要達此目的，有如下三種途徑：
1. 迫使打擊手向內場手擊出一顆地面球，內場手向一壘球員擲出球後，立即跑到一壘。
2. 迫使打擊手將球擊向空中，讓守備球員將球接住。
3. 迫使打擊手三擊不中出局。

### 其他規則
1. 如果打擊手打出一顆界外球，那麼這個球算打擊手的一次失誤，記好球一個。如果打擊手在單一打席已經累積兩次擊球失敗，即使第三次擊出的球沒被對方防守球員接住，該打擊手也會以三擊不中而被淘汰出局。
2. 接球手一旦接到被打擊手打到空中的球，跑壘員可以選擇離開原壘，如球沒有被接到，可以趕在守備員之前推進到下一壘。在球被接到之前，如果跑壘員跑離原壘，而且在確定接到飛球後，守備隊員在跑壘員趕回之前的壘包，接到球並先踩壘的話，那麼，該跑壘員被淘汰出局。
3. 打擊手可以跑過第一壘，但如果她跑過或滑過第二壘或第三壘，就有可能被接球手追上而被淘汰。
4. 跑壘員可以在打擊手擊球之前就開始跑壘，或叫竊壘(盜壘)；慢速壘球不得盜壘。
5. 打擊手在第三打時，觸擊球犯規就會被淘汰。
6. 投球手在擲球時必須至少有一條腿著地。
7. 先發球員被替換下場之後可以重新上場，但是一名替補只能替換一名場上球員。

## 慢速壘球
近年來壘球技術發展迅速，比賽日益激烈。為了推廣普及至各個年齡層，於是發展出「慢速壘球」，而傳統的壘球運動亦可稱為「快速壘球」，以示區別。慢速壘球的基本精神是讓每位球員都能享受「打得到球」的樂趣，因此將投手的投球距離拉遠，並限制投球動作；同時為了平衡因此產生的攻方優勢，將各壘間距拉大，並作了一些相關的限制。以下列出慢速壘球與快速壘球的差異點：
- 自本壘板至外野盡頭距離：慢速壘球女子組至少75（中華民國壘球協會規則80.77）公尺，男子組至少85（中華民國壘球協會規則91.44）公尺；而快速壘球女子組至少60公尺，男子組至少70公尺。
- 壘間距：慢速壘球為20.0公尺；快速壘球為18.29公尺。
- 投球距離：慢速壘球女子組14公尺，男子組15.2公尺；快速壘球女子組（成年）13.11公尺，男子組（成年）14.02公尺。
- 守備球員：慢速壘球10人，多1名游外手（自由手）；快速壘球9人。
- 指定球员（DP）：慢速壘球無指定球员；快速壘球可選擇1人，以代替1名守備員打擊。
- 增額球員（EP）：慢速壘球可選擇1人，變成11人打擊；快速壘球則無。
- 投球球速：慢速壘球投球球速必須和緩；快速壘球無此規定。
- 投球飛行弧度：慢速壘球投出之球應以拋物曲線弧度飛行，其頂點離地面應至少1.82公尺，至多不超過3.65公尺；快速壘球無此規定。但台灣地區慢速壘球除部分賽事使用前述的投球限高規定外，大多數慢壘聯盟及聯賽採用規則為"離地面最低高度為超過當時打擊者身高，而最高高度不設限制(允許超高球以限制打擊)。
- 投球前手臂動作：慢速壘球投球手臂第一個向前揮動的動作，通過臀部時，就是球投向本壘的時刻，不可再旋回後面；快速壘球無此規定。
- 盜壘：慢速壘球無盜壘之情況，因投出之球未被擊中時，跑壘員均不得離開壘包；快速壘球投手投出球後即可盜壘。
- 兩好球之後的界外球：慢速壘球不論是否被接住，一律出局；快速壘球則未被接住不用出局。
- 觸擊/短打或砍擊：慢速壘球禁止此類動作，違者一律出局；快速壘球無此規定。

國際壘球總會logo

## 管理機構
國際壘球聯合會（西班牙語：Federación Internacional de Softbol）是1952年-2013年運作的國際壘球管理機構。國際壘總是個非營利機構，它得到了國際奧委會和國際單項運動總會聯合會的認可。
國際壘總組織和管理奧運會女子壘球世界錦標賽的女子和男子快速壘球，青年女子和的青年男子（19歲及以下），女子、男子和男女混合慢速壘球，以及女子與男子的改良壘球（modified pitch）。國際壘總支援地區錦標賽，並對地區錦標賽給予技術上的支持。